# (523642) 2010 SS43
(523642) 2010 SS43 est un objet transneptunien faisant partie des cubewanos et une planète naine potentielle, ayant un diamètre estimé à environ 300 km.